# کاخ مظفری دارآباد
کاخ مظفری دارآباد مربوط به دوره قاجار است و در تهران، انتهای خیابان دارآباد، محوطه بیمارستان دکتر مسیح دانشوری واقع شده و این اثر در تاریخ ۱۲ شهریور ۱۳۸۰ با شمارهٔ ثبت ۳۷۹۲ به‌عنوان یکی از آثار ملی ایران به ثبت رسیده‌است.

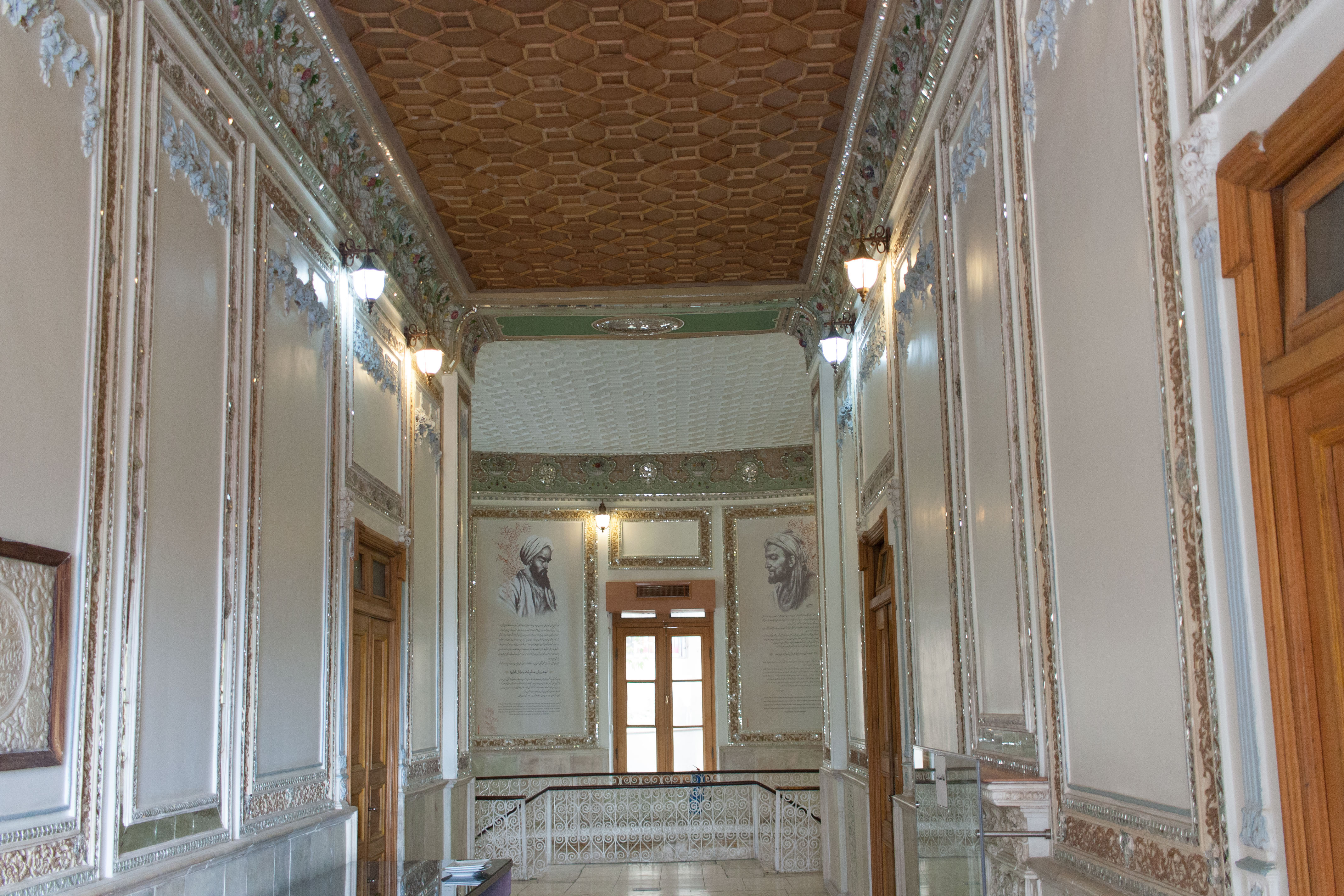
راهروی طبقهٔ دوم کاخ مطفری

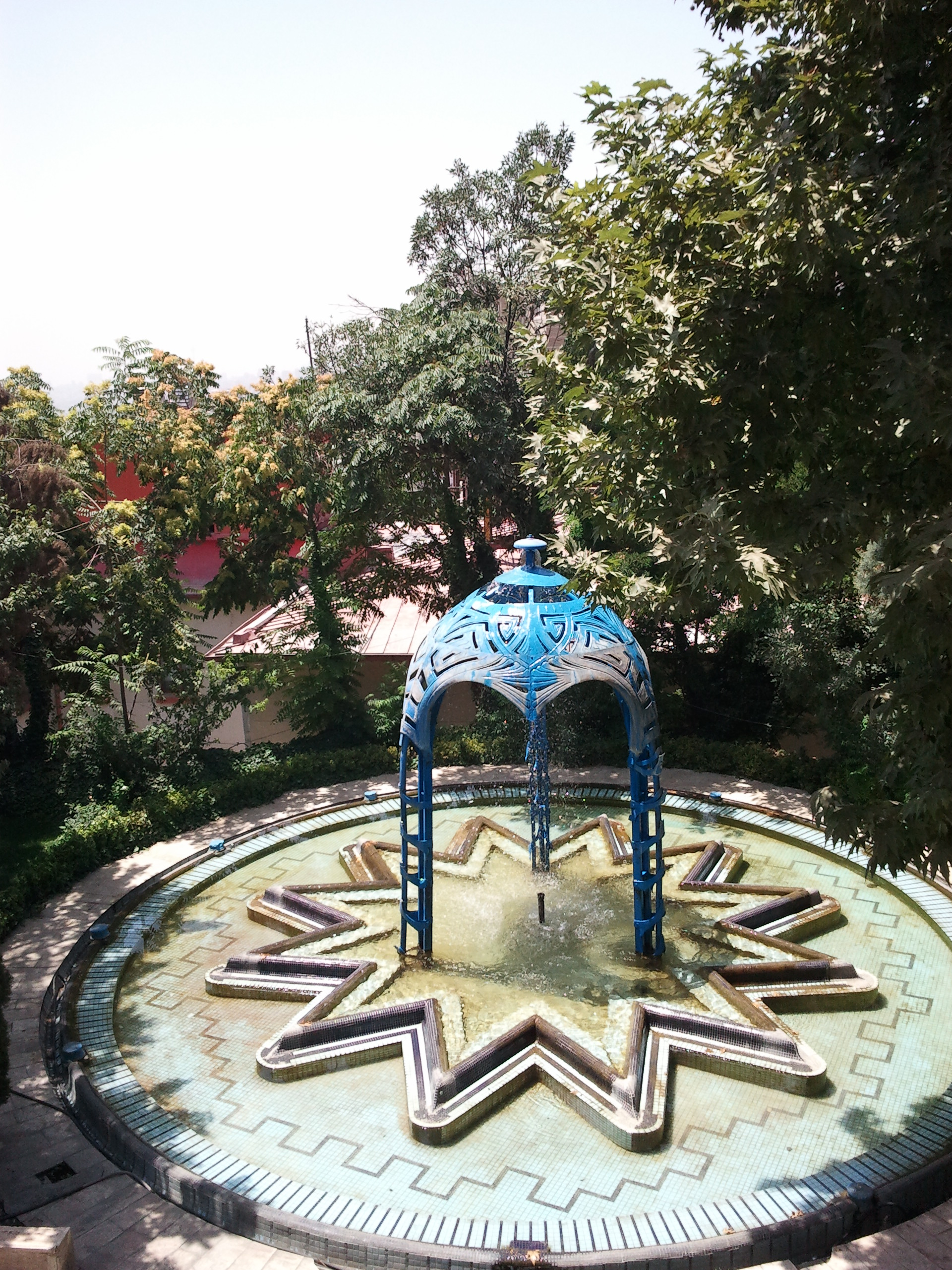
آبنمای جلوی کاخ